# 鳥取県道224号一本松覚寺線
鳥取県道224号一本松覚寺線（とっとりけんどう224ごう いっぽんまつかくじせん）は、鳥取県鳥取市を通る一般県道である。

## 概要
鳥取市覚寺の摩尼寺（まにでら）付近から鳥取県道265号湯山鳥取線交点に至る。

### 路線データ
- 起点：鳥取市覚寺
- 終点：鳥取市覚寺（鳥取県道265号湯山鳥取線交点）
- 総延長：約3.5 km

## 路線状況

### 道路施設

#### 橋梁
- 桜見橋（摩尼川、鳥取市）

## 地理

### 通過する自治体
- 鳥取市

### 交差する道路
| 交差する道路            | 交差する場所 | 交差する場所 |
| ----------------------- | ------------ | ------------ |
| 国道9号 / 鳥取バイパス  | 覚寺         | [ 注釈 1 ]   |
| 鳥取県道265号湯山鳥取線 | 覚寺         | 終点         |

### 沿線
- 摩尼寺（まにでら）